# Pinguicula lithophytica
Pinguicula lithophytica är en tätörtsväxtart som beskrevs av Panfet och P.Temple. Pinguicula lithophytica ingår i släktet tätörter, och familjen tätörtsväxter. Inga underarter finns listade i Catalogue of Life.